# Hintonia octomera
Hintonia octomera là một loài thực vật có hoa trong họ Thiến thảo. Loài này được (Hemsl.) Bullock mô tả khoa học đầu tiên năm 1935.